# Колтыпин, Александр Алексеевич
Александр Алексеевич Колтыпин (1883 ― 15 января 1942) ― советский учёный, педиатр, доктор медицинских наук, профессор, заведующий кафедрой детских болезней педиатрического факультета Второго московского медицинского института (1931—1938 гг.), Заслуженный деятель науки РСФСР (1940).

## Биография
Александр Алексеевич Колтыпин родился в 1883 году в Тверской губернии.В 1908 году завершил обучение на медицинском факультете Московского университета. Стал практиковаться в качестве земского врача в Тверском земстве. Трудился на этом поприще два года. Переехал в город Москву, где стал работать врачом во Владимирской детской больнице. В 1912 году Колтыпина пригласил работать своим помощником А. А. Кисель, который был заведующим кафедрой на Московских высших женских курсах.
С 1914 по 1918 годы принимал участие в Первой мировой войне, службу старшим полковым врачом проходил на фронте. Уволившись со службы возвратился в клинику детских болезней, где стал работать ассистентом, а позже доцентом. В 1927 году был назначен заведующим кафедрой детских болезней грудного возраста. Одновременно, в 1921 году стал руководить первой показательной консультацией для грудных детей, которая относилась к Отделу ОММ Наркомздрава РСФСР. Осуществлял и педагогическую деятельность, читал лекции по «Методике и практике консультационной работы».
С 1931 года работал в должности профессора кафедры детских болезней старшего возраста педиатрического факультета 2‑го Московского медицинского института. Руководством этой кафедрой осуществлял до 1938 года. Ушёл с руководящей должности по состоянию здоровья. Последние годы жизни занимался научно-исследовательской, педагогической и общественной работой в Центральном педиатрическом институте Наркомздрава РСФСР. Являлся научным руководителем.
Является автором свыше 100 научных работ. Глубоко изучал и анализировал клинику и патогенез острых инфекционных заболеваний — скарлатины, дифтерии, дизентерии, кори, гриппа, цереброспинального менингита. Создатель единого принципа классификации инфекционных болезней.
Активный участник медицинского сообщества. Избирался членом правления Всесоюзного общества детских врачей и председателем Московского общества детских врачей, являлся членом Ученого медицинского совета Наркомздрава СССР.
Умер в Москве 15 января 1942 года.

## Научная деятельность
Труды, монографии:
- Колтыпин А.А. Об исследовании вегетативной нервной системы у детей при острых инфекциях (скарлатина и корь), Журн, психол., неврол. и психиат., т. 5, 1924, С. 39;
- Колтыпин А.А. К вопросу о классификации клинических форм скарлатины у детей, М., 1925;
- Колтыпин А.А. Острые инфекционные болезни, М., 1928;
- Колтыпин А.А. Клинические особенности гриппа в детском возрасте, в кн.: Грипп в детском возрасте, под ред. Э.Ю. Шурпе, М., 1935, С. 37;
- Колтыпин А.А. Учебник детских болезней, М., 1939;
- Колтыпин А.А. Методика клинического исследования инфекционного больного и семиотика инфекционного процесса у детей, М.— Л., 1941;
- Колтыпин А.А. Основные черты динамики инфекционного процесса, Педиатрия, № 6, 1943, С. 5;
- Колтыпин А.А. Патогенетические основы клинической классификации острых инфекционных болезней у детей, М., 1948;
- Колтыпин А.А. Детские болезни, М., 1957 (совм, с др.).

## Награды
Заслуги отмечены званиями и медалями:
- Заслуженный деятель науки РСФСР (1940),
- другие медали.